# Sisobahili (Amandraya)
Sisobahili is een bestuurslaag in het regentschap Nias Selatan van de provincie Noord-Sumatra, Indonesië. Sisobahili telt 1321 inwoners (volkstelling 2010).